# متسلقات الخشب
متسلقات الخشب (الاسم العلمي: Dendrocolaptidae)، فُصيلة طيور من الجواثم ورتيبة شبيهات عصافير الملك تستوطن الإقليم المداري الجديد. لقد أعتبرت تقليديًا فصيلة متميزة (Dendrocolaptidae)، ولكن معظم المراجع تُصنفهم الآن فُصيلة من طيور الفرنارية (Furnariidae). تحتوي فُصيلة على حوالي 57 نوعًا من 15 إلى 20 جنسًا.